# Małgorzata Kamińska
Małgorzata Kamińska (ur. 1949) – polska producentka filmowa, realizatorka telewizyjna, dziennikarka.

## Życiorys
Producentka i realizatorka programów telewizyjnych, związana z TVP3 Łódź. Była prezesem Radia Łódź, Członkini Rady Programowej Telewizji Łódź
Jest prezesem Fundacji Art&Time w Łodzi. Od 2005 roku członek Komisji Rewizyjnej Stowarzyszenia Dziennikarzy Polskich. Była żoną Wojciecha Bruszewskiego, z którym realizowała programy telewizyjne i filmy. Matka Balbiny Bruszewskiej.

## Filmografia (wybrana)
- 2007 – „Łódź miasto kultury” – realizacja
- 2002 – „Misjonarz”
- 1989 – „Ostatni prom” – producent.
- 1987 – „Zero życia” – sekretarz planu
- 1986 – „Tango z kaszlem” – producent
- 1986 – „Na całość” – producent
- 1985 – „Par avion” – muzyka
- 1985 – „Daleki dystans” – producent
- 1982–1981 – „Wariacje trąbla” – muzyka
- 1980 – „Łódź 1905 roku” – opracowanie muzyczne.
- 1980 – „ONC” – opracowanie muzyczne.

## „Łódź miasto kultury”
- 2008 Grand Prix CIFFT dla filmu „Łódź miasto kultury” International Committee of Tourism Film Festiwal: Wiedeń[5]
- 2008 GRAND PRIX „TURYSTA 2008” dla najlepszego filmu „Łódź miasto kultury” na III Międzynarodowego Festiwalu Filmów Turystycznych w Płocku.
- 2008 Nagroda za najlepszy scenariusz „Łódź” – Miasto Kultury” na III Międzynarodowego Festiwalu Filmów Turystycznych w Płocku.
- 2008 Nagroda Prezydenta Miasta Płocka za film „Łódź – Miasto Kultury” na III Międzynarodowego Festiwalu Filmów Turystycznych w Płocku[6].
- 2008 I Nagroda Das goldene Stadttor na VII International Film Competition The Golden City Gate (Targi ITB) – Berlin
- 2008 III Nagroda w kategorii wydawnictwo promocyjne na II Festiwaul Promocji Miast i Regionów, konkurs „Złote Formaty”Warszawa[7]
- 2008 Nagroda Paul Calinescu za najlepszy film turystyczny na XII Document.Art – The International Festival of Touristic and Ecology Film Câmpulung-Muscel – Rumunia
- 2008 Grand Prix Gavrilo Gavra Azinovic na XVI MEFEST International Festival of Touristic, Ecological, Sport and Culinary Films – Serbia
- 2008 Nagroda Golden Pine za najlepszy film turystyczny na XVI MEFEST International Festival of Touristic, Ecological, Sport and Culinary Films – Serbia
- 2008 I Nagroda w kategorii Turystyka Kulturalna na I Art&Tur International Tourism Film Festival – Barcelona
- 2007 Grand Prix Tour Film 2007 na X Międzynarodowym Festiwal Filmów Turystycznych Tour Film (MTT Tour Salon) – Poznań
- 2007 Nagrodę TV Biznes dla najlepszego filmu promującego walory inwestycyjne miast i regionów na X Międzynarodowym Festiwalu Filmów Turystycznych Tour Film (MTT Tour Salon) – Poznań.
- 2007 Nagrodę Prezesa Polskiej Izby Turystyki na X Międzynarodowym Festiwalu Filmów Turystycznych Tour Film (MTT Tour Salon) – Poznań
- 2007 Nagrodę Prezesa Polskiej Organizacji Turystycznej na X Międzynarodowym Festiwalu Filmów Turystycznych Tour Film (MTT Tour Salon) – Poznań[8]